# Der Ursprung des Lebens
Der Ursprung des Lebens (Originaltitel: First Life) ist eine Dokumentation der BBC, welche 2010 veröffentlicht wurde. In der Dokumentation bereist der Tierfilmer und Naturforscher Sir David Attenborough verschiedene Fossillagerstätten weltweit, um die Evolution der ersten Tiere und anderer Lebensformen zu beschreiben. Erstmals wurde die Dokumentation am 5. November 2010 in Großbritannien ausgestrahlt. Auf Deutsch wurde die Dokumentation zum ersten Mal am 21. September 2011 auf ServusTV ausgestrahlt. In der Dokumentation werden sowohl Fossilien, Interviews mit Paläontologen als auch animierte Szenen mit den ausgestorbenen Tieren gezeigt. Regie führte Martin Williams. Neben David Attenborough kommen in Interviewsequenzen auch einige Paläontologen vor, beispielsweise Philip Donoghue oder Richard Fortey.  Die Dokumentation besteht aus zwei Folgen, „Die ersten Pioniere“ und „Die Eroberer“.

## Die ersten Pioniere
Vor 3 Milliarden Jahren gab es an Land noch kein Leben: Die frühen Kontinente bildeten sich gerade heraus und die Atmosphäre war gänzlich anders als unsere Heutige. Doch tief in den Ozeanen regte sich erstes Leben: Erste Einzeller schwammen aus den  Rauchern am Meeresgrund. Viele Jahrmilliarden Jahre lang geschah weiter nichts. Doch aus der Zeit vor etwa 700 Mio. Jahren findet Attenborough kleine, rosafarbene Steinfragmente, welche von Gletschern transportiert wurden und sich dann am Meeresboden ablagerten, der anschließend zum Fossil wurde. Solche „Dropstones“ finden sich weltweit. Das deutet auf eine weltweite Vergletscherung hin. Tatsächlich herrschte seit 700 Mio. Jahren eine über 15 Mio. Jahre andauernde Eiszeit auf der Erde. Obwohl es unwahrscheinlich scheint, haben in dieser Zeit einzellige Organismen im Eis überlebt, welche sogar ein eigenes Ökosystem aufgebaut haben. Dies wird uns von der Mikrobiologin Hazel Barton erklärt. Nach dem Ende der Eiszeit wirkten die Mineralien im Ozean für die Blaualgen wie eine Art „Dünger“, sodass sie sich im Ozean flächendeckend ausbreiteten. Später entstanden erstmals in der Geschichte des Lebens mehrzellige Lebewesen. So blieben mehrere einzelne Zellen aneinander haften, um größere Organismen zu bilden. Eines der Tiere, dessen Körper auf eine solche Weise aufgebaut ist, lebt noch heute am Great Barrier Reef – Der Schwamm. Um die Gemeinsamkeiten von Schwämmen mit anderen Tieren zu erforschen, untersucht der Meeresbiologe Bernhard Degnan Schwämme, indem er diese in die einzelnen Zellen zerlegt. Beobachtet man die Zellen 4 Wochen später, bildet sich wieder ein neuer Schwamm. Auf diese Weise entwickelten sich die ersten Tiere. Anschließend begibt sich Sir David Attenborough an den berühmten „Mistaken Point“, an dem man Fossilien der ersten primitiven Tiere der Erde finden kann. Hier trifft David Attenborough Guy Narbonne, einen Paläontologen und anerkannten Experten für die Fossilien vom Mistaken Point. Diese primitiven Tiere, darunter Gattungen wie Charnia, hatten keinerlei Zähne oder Organe und waren darauf angewiesen, Nahrung, die die Strömung zu ihnen trug, aus dem Wasser zu absorbieren. Des Weiteren waren ihre Körper noch sehr einfach gebaut: Körperteile verzweigten sich einfach immer weiter, ähnlich, wie bei Fraktalen. Da diese Tiere jedoch nicht den komplizierteren Anforderung des Lebens genügten, starben sie bereits nach wenigen Millionen Jahren wieder aus. Als Nächstes reist Sir David Attenborough in die australischen Ediacaria Hills, wo bei Ausgrabungen Fossilien der ersten Tiere gefunden werden, welche sich bewegen konnten. Zu diesen Tieren gehört beispielsweise das frühe Weichtier Kimberella oder das wurmartige Tier Spriggina. Sir David Attenborough besucht Ausgrabungen, wo er sich mit dem Paläontologen Jim Gehling unterhält. Dieser erklärt, dass diese ersten bewegungsfähigen Tiere sich jedoch nur sehr langsam bewegten und alle weichteilige Körper hatten, sodass man von ihnen normalerweise nur Abdrücke im fossilen Meeresboden findet. Es gab zu jener Zeit möglicherweise jedoch schon Tiere, welche sich durch den Austausch von genetischem Material fortpflanzten, so zum Beispiel die Funisia: Sie haben sich nach der Paläontologin Mary Droser möglicherweise ähnlich wie Korallen fortgepflanzt. Doch es sollte noch 20 Millionen Jahre dauern, bis Räuber in den Meeren lebten: So untersucht der Paläontologe Philip Donoghue in der Schweiz mit einem Synchrotron Embryonen des winzigen, fleischfressenden Meereswurms Markuelia.

## Die Eroberer
In dieser Episode begibt sich Sir David Attenborough an den Burgess-Schiefer, eine Fossillagerstätte in den kanadischen Rocky Mountains, wo viele Fossilien gefunden werden, so zum Beispiel zahlreiche Fossilien von Trilobiten, Hallucigenia oder dem frühen Chordatier Pikaia. Sir David Attenborough erklärt, dass man zunächst keine Anzeichen für Räuber im Burgess-Schiefer fand. Erst als man Fossilien, welche Charles Walcott zwei verschiedenen Tierarten zugeordnet hatte, als Überreste eines einzigen Tieres interpretierte, fand man heraus, dass es einen großen Räuber im Burgess-Schiefer gab: Anomalocaris canadensis. Er war zu seiner Zeit das größte Raubtier der Welt. Um den nun existierenden Räubern zu entgehen, mussten die Beutetiere verschiedene Verteidigungsmechanismen entwickeln: Einige, wie Hallucigenia schützten sich mit scharfen Stacheln, während andere, wie die Trilobiten, ein gutes Sehvermögen entwickelten, um Räuber rechtzeitig zu entdecken. Um einige dieser Trilobitenfossilien zu begutachten, reist Sir David Attenborough nach Marokko, wo die Fossiliensuche nach Trilobiten ein wichtiger Geschäftszweig ist. In Marokko trifft Sir David Attenborough den Paläontologen Richard Fortey, welcher uns die vielfältigen Entwicklungen der Trilobitenarten erklärt: So gab es beispielsweise räuberisch lebende Trilobiten, deren Augen nach vorne gerichtet waren und friedliche Trilobiten, welche im Schlamm nach Nahrung suchten. Außerdem wird erzählt, dass Trilobiten und andere Tiere, welche Außenpanzer trugen, das Kalzium aus dem Meereswasser absorbierten und für ihre Panzer nutzten. Danach reist Sir David Attenborough nach Schottland, wo man  Überreste der größten räuberisch lebenden Arthropoden überhaupt finden kann. Vor über 400 Mio. Jahren lebten riesige Seeskorpione wie Pterygotus in den Meeren, die einmal Schottland bedecken sollten. Doch bis zu diesem Zeitpunkt lebte noch kein Tier an Land. Im Burgess-Schiefer findet Sir David Attenborough eines der ersten Tiere, welches sich vor über 500 Mio. Jahren an Land gewagt haben könnte: Aysheaia, ein Tier, das dem heutigen Stummelfüßer ähnelt. Das älteste Fossil eines an Land lebenden Arthropoden ist dagegen 428 Mio. Jahre alt. Anschließend begibt sich Sir David Attenborough erneut nach Schottland, wo sich  an der Küste die Reste von riesigen Pflanzen aus dem Erdzeitalter des Karbon befinden. Damals lebten große Gliederfüßer in Schottland: Die warmen Sumpfwälder waren Heimat von riesigen, Hundertfüßer-ähnlichen Tieren wie Arthropleura und von ersten fliegenden Insekten wie Meganeura. Diese Gliederfüßer wurden so groß, weil die Luft zu jener Zeit viel mehr Sauerstoff enthielt. Als dieser abnahm, wurden die Gliederfüßer wieder kleiner. Doch zu jener Zeit gab es auch schon Wirbeltiere an Land: So entwickelten sich Reptilien und später Vögel und Säugetiere. Am Ende der Dokumentation erklärt Sir David Attenborough, dass Tiere mit äußeren Skelett nicht so groß werden können wie Wirbeltiere, da ihr Skelett ab einer gewissen Größe unter ihrem Gewicht zusammenbrechen würde.

## Rezeption
Der Ursprung des Lebens wurde größtenteils positiv aufgenommen. So erhielt die Dokumentation auf der Internet Movie Database 8,4 von 10 möglichen Sternen. Auf amazon.com hat die Serie 4,5 von 5 Sternen.